# Jackie Cane
Jackie Cane è il quarto singolo estratto dall'album The Magnificent Tree della band Hooverphonic.
Racconta della tragica storia del personaggio Jackie Cane, inventato dalla band stessa, alla quale da lì a poco sarebbe stato dedicato un concept album.
Seppure il singolo non contenga b-side, vi sono state inserite le versioni live di 2 Wicky, Mad About You, Vinegar & Salt e Jackie Cane.

## Tracce

### CD Singolo
1. Jackie Cane (Edit)
2. Jackie Cane (60s Vox Mix)

### CD Maxi Singolo
1. Jackie Cane (Edit)
2. 2Wicky (TMF Live Version)
3. Jackie Cane (TMF Live Version)
4. Mad About You (TMF Live Version)
5. Vinegar & Salt (TMF Live Version)